# Liste der Kulturgüter in Schlieren
Die Liste der Kulturgüter in Schlieren enthält alle Objekte in der Gemeinde Schlieren im Kanton Zürich, die gemäss der Haager Konvention zum Schutz von Kulturgut bei bewaffneten Konflikten, dem Bundesgesetz vom 20. Juni 2014 über den Schutz der Kulturgüter bei bewaffneten Konflikten sowie der Verordnung vom 29. Oktober 2014 über den Schutz der Kulturgüter bei bewaffneten Konflikten unter Schutz stehen.
Objekte der Kategorie A sind vollständig in der Liste enthalten, Objekte der Kategorie B sind im Gemeindegebiet nicht ausgewiesen, Objekte der Kategorie C fehlen zurzeit (Stand: 1. Januar 2023). Unter übrige Baudenkmäler sind weitere geschützte Objekte zu finden, die im Verzeichnis der Objekte von überkommunaler Bedeutung der kantonalen Denkmalpflege zu finden und nicht bereits in der Liste der Kulturgüter enthalten sind.

## Kulturgüter
| Foto |                                                             | Objekt                                  | Kat. | Typ | Standort | Beschreibung                                                              |
| ---- | ----------------------------------------------------------- | --------------------------------------- | ---- | --- | --- | ------------------------------------------------------------------------- |
| ja   | Datei hochladen · Wikidata zu Gaswerk Schlieren (Q56284709) | Gaswerk der Stadt Zürich KGS-Nr.: 07651 | A    | G   | Turmstrasse 3–16, Kohlestrasse 10, Gaswerkstrasse 15, Ballonstrasse 16–18, Bernstrasse 1–29, Südstrasse 2–28, Industriestrasse 5–15 677376 / 250650 | Umfasst Gasometer, Arbeitersiedlung, Wohlfahrtsgebäude und Beamtenhäuser. |

## Übrige Baudenkmäler
| ID              | Foto |                                                                                     | Objekt                                                                  | Kat.    | Typ | Standort                               | Beschreibung |
| --------------- | ---- | ----------------------------------------------------------------------------------- | ----------------------------------------------------------------------- | ------- | --- | -------------------------------------- | --- |
| 24700113        | ja   | Datei hochladen · Wikidata zu Bahnhof Schlieren (Q1960753)                          | Bahnhof Schlieren, Aufnahmegebäude mit Wandbrunnen                      | B reg.  | G   | Güterstrasse 2 676144 / 250300         | |
| 24700113        | ja   | Datei hochladen                                                                     | Bahnhof Schlieren, WC-Gebäude                                           | B reg.  | G   | Güterstrasse 2 676112 / 250299         | |
| 24700261        | ja   | Datei hochladen                                                                     | Ehemaliges Trottgebäude                                                 | B reg.  | G   | Urdorferstrasse 21 676029 / 249869     | |
| 24700292        | ja   | Datei hochladen                                                                     | Ehemaliges Pfarrhaus                                                    | B reg.  | G   | Kirchgasse 4 676065 / 250003           | |
| 24700293        | ja   | Datei hochladen                                                                     | Ehemaliges Waschhaus                                                    | B reg.  | G   | Kirchgasse 4.1 676080 / 249995         | |
| 24700294        | ja   | Datei hochladen                                                                     | Reformierte Kirche, Altbauteil von 1713                                 | B reg.  | G   | Kirchgasse 7.1 676029 / 250044         | |
| 24700294        | ja   | Datei hochladen                                                                     | Reformierte Kirche, Neubauteil von 1937                                 | B reg.  | G   | Kirchgasse 7.1 676032 / 250014         | |
| 24700328        | ja   | Datei hochladen                                                                     | Gaswerk Schlieren, ehemaliges Kohlemagazin und Retorten-/Ofenhaus       | B kant. | G   | Kohlestrasse 12 677241 / 250593        | |
| 24700329        | ja   | Datei hochladen                                                                     | Gaswerk Schlieren, Wohlfahrtsgebäude West                               | B kant. | G   | Kohlestrasse 10 677148 / 250641        | |
| 24700335        | ja   | Datei hochladen                                                                     | Gaswerk Schlieren, ehemalige Kokshalle                                  | B kant. | G   | Ballonstrasse 14 677259 / 250670       | |
| 24700336        | ja   | Datei hochladen                                                                     | Gaswerk Schlieren, ehemaliges Apparatehaus                              | B kant. | G   | Turmstrasse 5 677362 / 250587          | |
| 24700338        | ja   | Datei hochladen · Wikidata zu Kraftzentrale mit Wasserturm (Gasmuseum) (Q130760078) | Gaswerk Schlieren, ehemalige Kraftzentrale mit Wasserturm (Gasmuseum)   | B kant. | G   | Turmstrasse 3 677381 / 250645          | |
| 24700340        | ja   | Datei hochladen                                                                     | Gaswerk Schlieren, ehemaliges Uhren- und Reglerhaus                     | B kant. | G   | Ballonstrasse 18 677426 / 250629       | |
| 24700351        | ja   | Datei hochladen · Wikidata zu Gasometer Nr. 1 (Q1495227)                            | Gaswerk Schlieren, Gasometer Nr. 1                                      | B kant. | G   | Turmstrasse 9 677452 / 250565          | |
| 24700366        | ja   | Datei hochladen                                                                     | Primarschulhaus                                                         | B reg.  | G   | Schulstrasse 16 676458 / 250010        | |
| 24700367        | ja   | Datei hochladen                                                                     | Turnhalle                                                               | B reg.  | G   | Schulstrasse 16a 676489 / 249995       | |
| 24700372        | ja   | Datei hochladen                                                                     | Gaswerk Schlieren, ehemalige Direktorenvilla / Verwaltungsgebäude       | B kant. | G   | Turmstrasse 16 677460 / 250503         | |
| 24700373        | ja   | Datei hochladen                                                                     | Gaswerk Schlieren, Angestelltenwohnhaus                                 | B kant. | G   | Turmstrasse 12–14 677419 / 250516      | |
| 24700377        | ja   | Datei hochladen                                                                     | Gaswerk Schlieren, ehemaliges Ökonomiegebäude                           | B kant. | G   | Turmstrasse 10 677387 / 250526         | |
| 24700380        | ja   | Datei hochladen                                                                     | Gaswerk Schlieren, Doppelwohnhaus                                       | B kant. | G   | Bernstrasse 21–23 677219 / 250526      | |
| 24700382        | ja   | Datei hochladen                                                                     | Gaswerk Schlieren, Doppelwohnhaus                                       | B kant. | G   | Südstrasse 26–28 677200 / 250502       | |
| 24700384        | ja   | Datei hochladen                                                                     | Gaswerk Schlieren, Doppelwohnhaus                                       | B kant. | G   | Südstrasse 22–24 677217 / 250496       | |
| 24700386        | ja   | Datei hochladen                                                                     | Gaswerk Schlieren, Doppelwohnhaus                                       | B kant. | G   | Bernstrasse 17–19 677253 / 250514      | |
| 24700388        | ja   | Datei hochladen                                                                     | Gaswerk Schlieren, Waschhaus                                            | B kant. | G   | Südstrasse 20 677245 / 250494          | |
| 24700389        | ja   | Datei hochladen                                                                     | Gaswerk Schlieren, Doppelwohnhaus                                       | B kant. | G   | Südstrasse 16–18 677271 / 250476       | |
| 24700391        | ja   | Datei hochladen                                                                     | Gaswerk Schlieren, Wohnhaus mit 8 Wohnungen                             | B kant. | G   | Bernstrasse 9–13 677319 / 250490       | |
| 24700395        | ja   | Datei hochladen                                                                     | Gaswerk Schlieren, Doppelwohnhaus                                       | B kant. | G   | Südstrasse 12–14 677301 / 250464       | |
| 24700397        | ja   | Datei hochladen                                                                     | Gaswerk Schlieren, Waschhaus                                            | B kant. | G   | Südstrasse 10 677320 / 250466          | |
| 24700398        | ja   | Datei hochladen                                                                     | Gaswerk Schlieren, Wohnhaus mit 8 Wohnungen                             | B kant. | G   | Bernstrasse 1–7 677363 / 250474        | |
| 24700402        | ja   | Datei hochladen                                                                     | Gaswerk Schlieren, Doppelwohnhaus                                       | B kant. | G   | Südstrasse 6–8 677344 / 250450         | |
| 24700404        | ja   | Datei hochladen                                                                     | Gaswerk Schlieren, Doppelwohnhaus (Hausteil 1)                          | B kant. | G   | Südstrasse 2 677364 / 250447           | |
| 24700405        | ja   | Datei hochladen                                                                     | Gaswerk Schlieren, Doppelwohnhaus (Hausteil 2)                          | B kant. | G   | Südstrasse 4 677362 / 250441           | |
| 24700407        | ja   | Datei hochladen                                                                     | Gaswerk Schlieren, ehemalige Lokomotivremise                            | B kant. | G   | Bernstrasse 29.1 677127 / 250506       | |
| 24700411        | ja   | Datei hochladen                                                                     | Postbetriebszentrum Mülligen                                            | B reg.  | G   | Zürcherstrasse 161 677819 / 249975     | |
| 24700439        | ja   | Datei hochladen                                                                     | Gaswerk Schlieren, ehemaliges Magazingebäude                            | B kant. | G   | Turmstrasse 8 677349 / 250543          | |
| 247BEI00439     | ja   | Datei hochladen                                                                     | Gaswerk Schlieren, ehemaliges Portierhaus                               | B kant. | G   | Turmstrasse 8.1 677329 / 250542        | |
| 24700462        | ja   | Datei hochladen                                                                     | Gaswerk Schlieren, Wohnhaus mit Restaurant                              | B kant. | G   | Bernstrasse 15 677274 / 250503         | |
| 24700494        | ja   | Datei hochladen                                                                     | Gaswerk Schlieren, Doppelwohnhaus                                       | B kant. | G   | Industriestrasse 15–17 676830 / 250584 | |
| 24700495        | ja   | Datei hochladen                                                                     | Gaswerk Schlierenn, Doppelwohnhaus                                      | B kant. | G   | Industriestrasse 11–13 676863 / 250582 | |
| 24700496        | ja   | Datei hochladen                                                                     | Gaswerk Schlieren, Wohnhaus                                             | B kant. | G   | Industriestrasse 9 676896 / 250580     | |
| 24700497        | ja   | Datei hochladen                                                                     | Gaswerk Schlieren, Wohnhaus                                             | B kant. | G   | Industriestrasse 5–7 676925 / 250579   | |
| 24700498        | ja   | Datei hochladen                                                                     | Gaswerk Schlieren, ehemaliges Wohlfahrtsgebäude mit Kegelbahn           | B kant. | G   | Südstrasse 18a 677263 / 250490         | |
| 24700499        | ja   | Datei hochladen                                                                     | Kindergarten, sogenanntes Nähhüsli                                      | B reg.  | G   | Schulstrasse 19 676507 / 250089        | |
| 24700535        | ja   | Datei hochladen                                                                     | Gaswerk Schlieren, ehemalige Automobilgarage                            | B kant. | G   | Gaswerkstrasse 15 677370 / 250803      | |
| 24700577        | ja   | Datei hochladen                                                                     | Gaswerk Schlieren, Lagergebäude (ehemalige Dörranlage der Stadt Zürich) | B kant. | G   | Bernstrasse 29 677077 / 250562         | |
| 247BEI00351     | ja   | Datei hochladen                                                                     | Heizhäuschen Nord                                                       | B kant. | G   | Turmstrasse 9.2 677461 / 250584        | Heizhäuschen mit Warmwasserheizung zur Beheizung des Wassertasse unter dem Glocke des Gasometers. Backsteinmauerwerk. Baujahr 1898 |
| 247BEI00351_1   | ja   | Datei hochladen                                                                     | Heizhäuschen Süd                                                        | B kant. | G   | Turmstrasse 9.1 677444 / 250544        | Heizhäuschen mit Warmwasserheizung zur Beheizung des Wassertasse unter dem Glocke des Gasometers. Backsteinmauerwerk. Baujahr 1898 |
| 24700802        | ja   | Datei hochladen                                                                     | Sekundarschulhaus                                                       | B reg.  | G   | Schulstrasse 18 676545 / 250042        | |
| 24700851        | ja   | Datei hochladen                                                                     | Bauernhaus, ehemaliges Felchlinhaus                                     | B reg.  | G   | Kirchgasse 2 676047 / 249978           | |
| 247ALT01053     | ja   | Datei hochladen                                                                     | Gaswerk Schlieren, Werkstattgebäude                                     | B kant. | G   | Ballonstrasse 16 677335 / 250643       | |
| 24701109        | ja   | Datei hochladen                                                                     | Schwimmbad Im Moos, Garderobengebäude                                   | B reg.  | G   | Schulstrasse 48 676855 / 250074        | |
| 247BEI01109     | ja   | Datei hochladen                                                                     | Schwimmbad Im Moos, Schwimmbecken und Gartenanlage                      | B reg.  | G   | Schulstrasse 48 676906 / 250057        | |
| 24701160        | ja   | Datei hochladen                                                                     | Turnhalle / Kindergarten im Moos                                        | B reg.  | G   | Zürcherstrasse 78 676981 / 250175      | |
| 24701252        | ja   | Datei hochladen                                                                     | Schule Hofacher, Turnhalle                                              | B reg.  | G   | Hofackerstrasse 2.3 675895 / 249763    | |
| 24701253        | ja   | Datei hochladen                                                                     | Schule Hofacher, Primarschulhaus                                        | B reg.  | G   | Hofackerstrasse 2 675940 / 249787      | |
| 24701254        | ja   | Datei hochladen                                                                     | Schule Hofacher, Schulpavillon 1                                        | B reg.  | G   | Hofackerstrasse 2.1 675979 / 249791    | |
| 24701255        | ja   | Datei hochladen                                                                     | Schule Hofacher, Schulpavillon 2                                        | B reg.  | G   | Hofackerstrasse 2.2 676010 / 249779    | |
| 24701340        | ja   | Datei hochladen                                                                     | Katholische Kirche                                                      | B reg.  | G   | Uitikonerstrasse 37 676276 / 249715    | |
| 24701341        | ja   | Datei hochladen                                                                     | Glockenturm der katholischen Kirche                                     | B reg.  | G   | Uitikonerstrasse 37.1 676254 / 249700  | |
| 247BRUNNEN00003 | ja   | Datei hochladen                                                                     | Schule Hofacher (Schlieren), Brunnen von Paul Speck                     | B reg.  | K   | Hofackerstrasse 2 bei 675966 / 249750  | |
| 247BRUNNEN00011 | ja   | Datei hochladen                                                                     | Gaswerk Schlieren, Laufbrunnen                                          | B kant. | K   | Südstrasse 16 bei 677301 / 250464      | |
| 247WEHR00294    | ja   | Datei hochladen                                                                     | Bunker, Rest des Stützpunktes Schlieren im Zweiten Weltkrieg            | B reg.  | G   | Kirchgasse 5.2 676029 / 250007         | |

Legende: Im Wesentlichen siehe Legende der Liste der Kulturgüter von nationaler und regionaler Bedeutung, mit folgenden Ausnahmen:
- Anstelle der KGS-Nummer wird als Objekt-Identifikator (ID) die Inventarnummer im Verzeichnis der Objekte von überkommunaler Bedeutung des kantonalen Denkmalschutzamtes verwendet.
- Bei den Kategorien wird wie folgt unterschieden: B kant. = Objekt von kantonaler Bedeutung (Kanton Zürich); B reg. = Objekt von regionaler Bedeutung (Kanton Zürich).